# Stanisław Frączek
Stanisław Frączek (ur. 21 lutego 1924 w Żołyni, zm. 22 maja 2011 w Gliwicach) – polski teletechnik, specjalista w zakresie elektryfikacji kopalń. Docent doktor inżynier Politechniki Śląskiej.

## Życiorys
W 1946 rozpoczął studia na Wydziale Elektrycznym Politechnice Śląskiej, zainicjował powstanie na uczelni Sodalicji Mariańskiej i był jej członkiem do rozwiązania w 1949. W 1951 uzyskał dyplom magistra inżyniera o specjalności teletechnika, a następnie pozostał na uczelni jako asystent w Katedrze Elektryfikacji Kopalń na Wydziale Górniczym. Od początku lat 60. równocześnie był projektantem w gliwickim Biurze Projektów Górniczych, prowadził prace projektowe związane z rozwijającym się wówczas Rybnickim Okręgiem Węglowym. Od 1962 prowadził na uczelni wykłady z zakresu łączności i sygnalizacji w górnictwie, a także z automatyzacji procesów technologicznych. W 1970 doktoryzował się, został wówczas głównym specjalistą ds. łączności i automatyzacji w górnictwie. W 1972 przestał prowadzić wykłady, dwa lata później został powołany na stanowisko docenta, równocześnie objął stanowisko zastępcy dyrektora Instytutu Elektryfikacji i Automatyzacji Górnictwa. Od 1981 przez pięć lat prowadził zajęcia z łączności i automatyki górniczej na Politechnice Lubelskiej, która wprowadziła te zagadnienia w związku z powstającym Lubelskim Zagłębiem Węglowym. Angażował się w prowadzenie zajęć dydaktycznych i kursów podnoszących kwalifikacje pracowników kopalń. W 1990 przeszedł na emeryturę, zmarł w 2011 i został pochowany na Cmentarzu Lipowym w Gliwicach.

## Dorobek zawodowy
Docent Stanisław Frączek jest autorem kilkunastu publikacji oraz współautorem dwóch podręczników, był promotorem ponad stu prac dyplomowych magisterskich i inżynierskich, promotorem 4. oraz recenzentem 5. prac doktorskich. Należał do Stowarzyszenia Elektryków Polskich i Stowarzyszenia Inżynierów i Techników Górnictwa.